# Guerra in Iraq
La guerra in Iraq, talvolta indicata anche come seconda guerra del Golfo, o ancora Operation Iraqi Freedom, è stato un conflitto bellico iniziato il 20 marzo 2003 con l'invasione dell'Iraq da parte di una coalizione multinazionale guidata dagli Stati Uniti d'America e terminato il 18 dicembre 2011 col passaggio definitivo di tutti i poteri alle autorità irachene insediate dall'esercito degli Stati Uniti su delega governativa statunitense.
L'obiettivo principale dell'invasione era la deposizione di Saddam Hussein, già da tempo visto con ostilità dagli Stati Uniti per vari motivi: timori (rivelatisi poi infondati) su un suo ipotetico tentativo di dotarsi di armi di distruzione di massa, il suo presunto appoggio al terrorismo islamista, il volersi appropriare delle ricchezze petrolifere del Kuwait e l'oppressione dei cittadini iracheni da parte di una dittatura sanguinaria. L'obiettivo di invadere l'Iraq fu raggiunto rapidamente: il 15 aprile 2003 tutte le principali città erano nelle mani della coalizione e, il 1º maggio, il presidente statunitense George W. Bush proclamò concluse le operazioni militari su larga scala. Tuttavia, il conflitto si tramutò abbastanza presto in una resistenza e in una guerra di liberazione dalle truppe straniere, considerate invasori da molti gruppi armati arabi sunniti e sciiti, per sfociare infine in una guerra civile fra le varie fazioni, causata da una squilibrata gestione del potere (che agevolò le componenti sciite maggioritarie).
I costi umani della guerra non sono ben definibili e sono spesso oggetto di dibattito. Più in generale, il bilancio dell'intera guerra risulta difficile in quanto, a fronte della deposizione di Saddam e dell'instaurazione di una democrazia formale, si è avuto un netto aumento delle violenze settarie in Iraq, una penetrazione di al-Qāʿida nel Paese e, in generale, un calo della sicurezza dei cittadini.
Il Consiglio di sicurezza delle Nazioni Unite il 22 maggio 2003 approvò la risoluzione n. 1483 con la quale sollecitava la Comunità Internazionale a contribuire alla stabilità ed alla sicurezza del Paese iracheno. Il 15 luglio 2003 iniziò la missione italiana denominata «operazione Antica Babilonia» alle dipendenze delle forze britanniche nel sud del Paese nella regione di Dhi Qar. Il 16 ottobre 2003, il Consiglio di Sicurezza approvò all'unanimità, ai sensi del capitolo VII dello Statuto delle Nazioni Unite, la risoluzione nº 1511 del 16 ottobre 2003 sull'Iraq che gettava le basi per una partecipazione internazionale e delle Nazioni Unite alla ricostruzione politica ed economica dell'Iraq e al mantenimento della sicurezza.
Fin da prima dell'inizio della guerra, l'ipotesi di un'invasione dell'Iraq scatenò malumori in tutto il mondo, contrapponendo chi la riteneva necessaria e chi la considerava un crimine. Oltre all'opinione pubblica, le polemiche si svilupparono anche sul piano internazionale: in Europa, la Francia e la Germania si opposero fin dall'inizio all'intervento, mentre il Regno Unito offrì il suo supporto politico e militare.
Dopo che la guerra contro l'Iraq di Saddam Hussein terminò, l'Italia dislocò i suoi reparti nel sud del Paese con base principale a Nāṣiriya, sotto la guida inglese. Questa partecipazione suscitò forti polemiche.
Delle battaglie sono proseguite a fasi alterne durante l'occupazione e anche dopo il ritiro statunitense nel 2011 fino a culminare nel 2014 in una nuova guerra civile in Iraq, che ha portato alla creazione dello Stato Islamico dell'Iraq e del Levante.

## Quadro storico

### Anni ottanta e la prima guerra del Golfo Persico
Durante gli anni ottanta i rapporti fra l'Iraq di Saddam Hussein, gli Stati Uniti, i Paesi occidentali e le monarchie arabe della regione del Golfo Persico (Arabia Saudita, Kuwait, Giordania, Qatar, ecc.) furono sostanzialmente buoni per ragioni di realpolitik. Infatti, nonostante la sua brutalità e la sua contiguità politica con l'Unione Sovietica, il regime laico instaurato dal partito Ba'th era considerato un bastione contro l'espansione del regime islamico iraniano, con cui fu in guerra dal 1980 al 1988.
Durante la Guerra Iran-Iraq gli Stati Uniti e il blocco politico occidentale sostennero direttamente il regime di Saddam Hussein, fornendo informazioni geografiche e consiglio militare, e sottoscrivendo accordi commerciali riguardanti forniture militari di seconda scelta (comunque superiori alle tecnologie iraniane). Parallelamente, tuttavia, Washington perseguiva sottobanco una politica regionale tesa a logorare entrambe le potenze, nell'ottica di evitare sia la leadership fondamentalista iraniana, sia quella "socialista" e "panaraba" del partito Ba'th. Lo scandalo Iran-Contras fece emergere abbastanza chiaramente i fini ultimi della politica statunitense nel Vicino Oriente.
Nell'agosto 1990 l'invasione irachena del Kuwait spinse gli USA e i loro alleati a uno scontro frontale con l'Iraq. Il Consiglio di Sicurezza delle Nazioni Unite dispose sanzioni economiche e più tardi autorizzò un intervento militare se gli Iracheni non si fossero ritirati dal Kuwait entro il 17 gennaio 1991. L'Iraq ignorò l'ultimatum e al suo scadere un'ampia coalizione guidata dagli USA scacciò gli Iracheni dal Kuwait (Prima guerra del Golfo Persico)
Il presidente statunitense Bush si attenne al mandato ONU, evitando di rovesciare il regime di Saddam Hussein; questo anche per timore che un vuoto di potere portasse a una situazione ancora peggiore. Bush optò invece per una politica di contenimento, basata su:
- Smantellamento delle armi di distruzione di massa (Weapons of Mass Destruction, WMD: armi chimiche, biologiche e nucleari) irachene, affidato a squadre di ispettori dell'ONU;
- Pressione militare con la costruzione di basi USA nei Paesi vicini e l'imposizione delle cosiddette no-fly zone, che favorirono la formazione di un'entità curda semi-indipendente e furono causa di numerose scaramucce;
- Mantenimento delle sanzioni economiche per rendere impopolare il regime e ostacolarne il riarmo.

La successiva amministrazione Clinton si attenne a questa politica ma fu costretta a lievi modifiche in due occasioni:
- Nel 1996 le nefaste conseguenze delle sanzioni sui civili iracheni spinsero l'ONU a introdurre il programma Oil for Food, che permetteva all'Iraq di vendere una limitata quantità petrolio in cambio di generi di prima necessità;
- Nel 1998 Saddam Hussein bloccò le ispezioni ONU, accusando gli ispettori di spionaggio a favore degli USA.

### L'amministrazione di George W. Bush e l'inizio della "guerra al terrorismo"
Verso la fine degli anni novanta diversi intellettuali e politici americani (soprattutto i Neocons) cominciarono a premere per un'invasione dell'Iraq. Fu fondato un istituto denominato progetto per un nuovo secolo americano. Molti di coloro che vi appartenevano erano vicini al Partito Repubblicano e la loro influenza crebbe enormemente con l'elezione (novembre 2000) del figlio dell'ex presidente Bush. Nella nuova Amministrazione entrarono diversi fautori dell'invasione, fra cui il vicepresidente Cheney, il Segretario alla Difesa Rumsfeld e lo stesso George Bush.
Inizialmente l'Iraq venne lasciato in disparte, forse perché la relativa debolezza politica del presidente non gli permetteva di ignorare le ragioni dei "realisti" (che temevano le conseguenze negative dell'invasione), rappresentati entro l'Amministrazione dal Segretario di Stato Colin Powell. Gli attentati dell'11 settembre 2001 gli permisero di uscire dall'impasse presentandosi come il presidente di una nazione già in guerra. Bush proclamò dapprima la cosiddetta guerra al terrorismo e poi enunciò la dottrina della guerra preventiva (dottrina Bush): gli USA non avrebbero atteso gli attacchi nemici, ma avrebbero usato la propria potenza militare per prevenirli, secondo una nuova dottrina militare, detta Dottrina Wolfowitz.
È stato riferito dall'ex direttore dell'antiterrorismo degli Stati Uniti Richard Clarkes e dall'ex ambasciatore britannico a Washington Cristopher Meyer che Bush pensasse subito all'Iraq, cambiando però idea quando si rese conto che gli attentati erano stati compiuti dal gruppo terrorista al-Qāʿida, capeggiato dal saudita Osāma bin Lāden. bin Lāden e i suoi avevano base in Afghanistan dove erano appoggiati dai Talebani, fazione che controllava gran parte del Paese. Poiché questi rifiutarono di consegnare bin Lāden, gli USA si allearono con i loro nemici interni e li rovesciarono, installando a Kabul un governo filo-occidentale (dicembre 2001); bin Lāden riuscì a fuggire.
Nonostante la campagna afghana non fosse conclusa, l'amministrazione Bush spostò rapidamente la propria attenzione ad altri Stati che riteneva pericolosi per la sicurezza statunitense: nel discorso sullo stato dell'Unione del gennaio 2002 Bush parlò del cosiddetto asse del male formato da stati canaglia quali Iran, Iraq e Corea del Nord, cui occorreva contrapporsi. Nella pratica, gli sforzi dell'amministrazione si indirizzarono soprattutto contro l'Iraq.

## Il dibattito sulla guerra (gennaio 2002 - marzo 2003)
(Alan Greenspan, ex capo della Federal Reserve Bank)

### Gli argomenti delle due parti

#### Le ragioni dei sostenitori

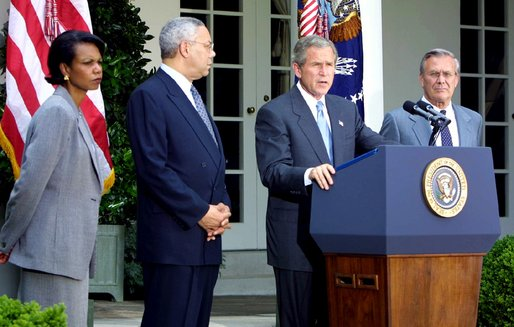
George W. Bush in un'immagine del 2002, in compagnia dell'allora Consigliere per la Sicurezza Nazionale Rice, dell'allora Segretario di Stato Powell e dell'allora Segretario alla Difesa Rumsfeld.

I sostenitori della guerra addussero diverse motivazioni a suo favore:
- La probabile ricostituzione dell'arsenale iracheno di armi di distruzione di massa; nell'ottobre 2002 una  National Intelligence Estimate. statunitense dedicata all'argomento dichiarava che: «L'Iraq ha proseguito i suoi programmi nel campo delle armi di distruzione di massa, disobbedendo alle risoluzioni dell'ONU ed alle restrizioni che esse impongono. Baghdad possiede armi chimiche e biologiche ed anche missili di gittata superiore a quella permessa dalle restrizioni imposte dall'ONU; in assenza di ulteriori restrizioni, è probabile che giunga a possedere armi nucleari entro la fine di questo decennio» favorita dall'assenza di ispezioni e dall'allentamento delle sanzioni. Per esempio, nel settembre 2002 Bush dichiarò che l'Iraq voleva produrre armi di distruzione di massa in grado di mettere in pericolo la sicurezza dell'intero Occidente. Questo genere di argomenti venne rinforzato da numerose voci riguardo ai programmi di riarmo iracheno (soprattutto con lo scoppio del caso Nigergate, che ventilava un traffico di materiali nucleari tra il Niger e l'Iraq, poi rivelatosi del tutto infondato).
- I contatti fra l'Iraq e vari gruppi terroristici, indice di una possibile collaborazione (l'Iraq avrebbe potuto fornire armi atomiche da impiegare in un attentato). Il vicepresidente Cheney sostenne che esistevano legami fra al-Qāʿida e l'Iraq; Bush non fu mai così esplicito, ma fece diversi riferimenti impliciti a questa possibilità.
- Il prestigio internazionale degli Stati Uniti presso i governi sarebbe uscito rafforzato, spingendo molti paesi ad allinearsi con Washington e migliorando la situazione politica internazionale;
- L'abbattimento e la sostituzione del regime iracheno con un governo democratico avrebbe migliorato l'immagine degli USA in Vicino Oriente, fornendo un esempio da imitare alle popolazioni della regione, generalmente governate in modo autocratico;
- Le sistematiche violazioni dei diritti umani e i numerosi crimini di cui il regime iracheno era responsabile, fra cui le due guerre da esso provocate (Guerra Iran-Iraq e Guerra del Golfo) e le atrocità nei confronti della popolazione curda[19] e della popolazione irachena in generale.
- Una volta conquistato, si sarebbe potuto usare l'Iraq come base per attaccare e rovesciare i regimi di Siria e Iran.
- Violazioni delle no-fly zone sino a poco prima dell'intervento.
- Il rifiuto e la mancanza di collaborazione con le ispezioni UNMOVIC.

Ragioni che secondo gli oppositori hanno contribuito alla decisione di intraprendere la guerra:
- Gli USA volevano rendere più sicuri i propri approvvigionamenti energetici, riducendo l'importanza di Paesi come il Venezuela di Chávez, o della stessa Arabia Saudita;
- Numerose compagnie americane desideravano partecipare allo sfruttamento delle risorse petrolifere irachene (da cui erano escluse per via delle sanzioni), alla "ricostruzione" dell'Iraq, o anche solo alla fornitura di armamenti per la guerra. Inoltre, si pensò che dopo la guerra un aumento della produzione irachena avrebbe abbassato il prezzo del greggio, favorendo l'intera economia occidentale; Alan Greenspan, che all'epoca era a capo della Federal Reserve[20] nelle sue memorie sostenne di aver spinto l'amministrazione Bush a considerare le benefiche ricadute economiche dell'eliminazione del regime iracheno (ricevendo la risposta "sfortunatamente, non possiamo parlare di petrolio"), aggiungendo però che questa era la sua posizione personale, mentre né Bush né Cheney avrebbero giustificato la guerra con argomenti economici. La "lobby del petrolio", però, si schierò contro la guerra.[21]
- Israele (stretto alleato degli USA con cui l'Iraq era formalmente in guerra da decenni) avrebbe beneficiato dell'eliminazione di uno dei suoi più acerrimi avversari.

#### Le ragioni degli oppositori
Così come i suoi sostenitori, gli oppositori della guerra hanno portato una serie di argomenti, sia ideali che pratici, a sostegno della loro tesi:
- Il riarmo iracheno e una massiccia presenza di armi di distruzione di massa era dubbio[22] e in ogni caso la ripresa delle ispezioni sarebbe stata sufficiente a dissipare le incertezze.
- Il ruolo di sponsor del terrorismo attribuito al regime iracheno era esagerato: Ṣaddām appoggiava organizzazioni terroristiche, specie palestinesi[23] e inoltre i suoi servizi segreti erano responsabili di omicidi di oppositori all'estero. Ma non vi erano seri indizi che il Governo iracheno fosse implicato in atti terroristici contro gli USA in tempi recenti. L'ipotesi che Ṣaddām affidasse armi atomiche a un gruppo terroristico appariva inverosimile per diversi motivi.[24]
- In caso di insuccesso il prestigio americano avrebbe subìto un duro colpo; anche in caso di successo, Paesi come Iran e Corea del Nord avrebbero potuto decidere di intensificare i propri sforzi per raggiungere armamenti nucleari (e diventare relativamente inattaccabili) piuttosto che adeguarsi ai desideri degli USA.
- La rapida formazione di un governo democratico filo-occidentale in Iraq appariva improbabile, sia perché non era scontato che la guerra sarebbe finita in tempi brevi, sia perché gli oppositori di Ṣaddām erano divisi fra loro e avevano spesso obiettivi opposti. Inoltre si temeva che le fazioni sciite vicine all'Iran fossero le più popolari, il che avrebbe potuto portare all'instaurazione di una teocrazia filo-iraniana;
- La debolezza del legame con la lotta ad al-Qāʿida, e la non facile stabilizzazione dell'Iraq postbellico facevano temere un crollo della popolarità degli USA nel mondo arabo, favorendo il "reclutamento" di nuovi terroristi;
- La scelta di una "guerra preventiva" non avallata dall'ONU[25] era illegale e pericolosa;
- Il governo di Ṣaddām era esecrabile, ma le vittime della guerra avrebbero potuto essere più numerose di quelle del regime;
- Giorgio S. Frankel nel 2002 aveva previsto che un periodo di instabilità nel Vicino Oriente, avrebbe portato ad una destabilizzazione in Medio Oriente, secondo il Piano Ynon, un progetto di controllo a livello economico e militare delle risorse,[26] con il collasso della produzione di petrolio e a risultati opposti a quelli sperati dai sostenitori della guerra (aumentato peso politico dei produttori di petrolio, aumento del prezzo del greggio, recessione economica).

Così come non tutti i fautori della guerra condividevano tutte le ragioni elencate in precedenza, non tutti i suoi oppositori condividevano tutte le motivazioni appena esposte. Per esempio, è molto probabile che i governi francese, tedesco, russo e cinese si siano opposti alla guerra non per ragioni di principio, ma più probabilmente per timore dell'instabilità che una guerra avrebbe potuto portare nella regione medio-orientale e per ragioni inconfessate di opportunità economica, in quanto diverse compagnie di questi Paesi avevano stipulato accordi vantaggiosi per lo sfruttamento delle risorse petrolifere irachene, che sarebbero entrati in vigore quando le sanzioni internazionali fossero state abolite.

#### Un'analisi postbellica
Dopo diversi anni dal rovesciamento del regime di Saddam Hussein molti degli argomenti di chi si opponeva al conflitto si sono rivelati realistici e fondati, mentre i vantaggi ("ufficiali" o meno) propagandati da chi era favorevole non sono stati conseguiti.
- Le squadre di ricerca americane dispiegate dopo la conquista del Paese non hanno trovato quantitativi rilevanti e significativi di armi di distruzione di massa.[29] Alcuni membri delle squadre di ispezione americane sostengono che il governo iracheno aveva sicuramente intenzione di riprendere il proprio riarmo nucleare, chimico e biologico non appena le sanzioni ONU fossero state revocate, ma ammette che all'epoca dell'invasione la dotazione irachena di armi di distruzione di massa era quasi inesistente[30], per cui la minaccia rappresentata dalla presenza di armi di distruzione di massa irachene è risultata grandemente esagerata rispetto alla realtà. A questo proposito vi è stata una forte controversia sulla scarsa affidabilità delle informazioni fornite dai servizi segreti occidentali (CIA, MI6, forse persino il SISMI), tanto che i governi cui fanno capo sono stati accusati di aver volutamente esagerato la minaccia irachena per ottenere il via libera dai rispettivi parlamenti. L'ex capo della CIA George Tenet ha sostenuto[31] che la Casa Bianca abbia deliberatamente distorto le informazioni da lui fornite riguardo alle armi di distruzione di massa irachene. Il cosiddetto Downing street memo[32] rivela l'opinione della diplomazia britannica che la realtà fosse "aggiustata" per servire alla politica (the intelligence and facts were being fixed around the policy) piuttosto che il contrario. Un rapporto[33] della commissione sull'intelligence del senato statunitense (approvato da una maggioranza comprendente anche due dei sette membri repubblicani) elenca un gran numero di episodi in cui membri dell'amministrazione Bush hanno rilasciato dichiarazioni non supportate da informazioni allora disponibili o, addirittura, in contrasto con esse. Una sintesi delle conclusioni del rapporto può essere trovata nel comunicato stampa del Senato.[34]
- Gli ipotizzati legami con il terrorismo e con al-Qāʿida – rimasti senza dimostrazione anche negli anni successivi all'intervento USA – appaiono sostanzialmente insufficienti a giustificare l'invasione.[35][36][37]
- È possibile che il disarmo libico e il ritiro siriano dal Libano avvenuti fra il 2004 e il 2006 siano legati al timore di un intervento militare americano da parte di quei governi; d'altra parte, Paesi come Iran[38] e Corea del Nord non hanno minimamente ammorbidito le proprie politiche anti-americane, tanto che la Corea del Nord è giunta a possedere armi nucleari.
- Le elezioni irachene non hanno portato ad una democrazia filo-occidentale né alla nascita di un forte governo in grado di gestire i conflitti interni: semmai, il "nuovo" Iraq appare sull'orlo della disgregazione, per via dell'intensificazione dei conflitti fra i vari gruppi etnici e religiosi.[39][40][41][42] La situazione attuale vede una sorta di "matrimonio di interesse" fra gli americani e il debole governo diretto dai partiti religiosi sciiti[43][44] (vicini all'Iran e favorevoli a introdurre norme islamiche nella legislazione irachena; negli anni ottanta quasi tutti questi gruppi erano considerati dagli USA come organizzazioni terroristiche di matrice islamica): questi partiti hanno parzialmente accantonato le proprie tendenze teocratiche e anti-occidentali, decisione fortemente influenzata dalla necessità sciita di mantenere l'appoggio militare USA.
- La popolarità americana nei Paesi islamici (e non solo) ha subito un calo drastico dopo l'invasione dell'Iraq;[45] inoltre, si stima che la guerra in Iraq sia diventata uno dei principali fattori che favoriscono la crescita del terrorismo islamico.[46]
- Il rovesciamento del regime è indubbiamente l'elemento più positivo nel bilancio della guerra.
- Il prolungarsi della guerra civile e l'accrescersi delle vittime a seguito degli attacchi dei vari gruppi paramilitari hanno deluso le aspettative di una guerra rapida e "pulita".
- Il prezzo del barile di greggio, che all'inizio del 2003 si aggirava attorno ai 30 dollari, ha subito una forte impennata, superando i 75 dollari nell'estate del 2006 e – dopo una breve pausa – ha ripreso a salire, superando i 100 dollari nel gennaio 2008, (per poi ritornare ai precedenti livelli)[47].

#### Il Rapporto Chilcot
Nel 2014 esce il Rapporto Chilcot del Parlamento britannico, che analizza le responsabilità di Tony Blair nella guerra. Secondo la lunga indagine parlamentare sulla decisione di andare in guerra: «l'azione militare non si poteva considerare l'ultima risorsa possibile»; non c'era «minaccia imminente da parte di Saddam Hussein»; la presenza negli arsenali iracheni di «armi di distruzione di massa era stata presentata con un grado di certezza assolutamente ingiustificato»; l'intelligence non aveva «stabilito oltre ogni ragionevole dubbio» che Saddam stesse producendo armi chimiche o biologiche; le basi legali dell'intervento «erano assolutamente insoddisfacenti»; le scelte politiche sull'Iraq furono adottate sulla base di «intelligence e valutazioni false che mai furono seriamente vagliate». Già in precedenza, il Rapporto Hutton aveva evidenziato l'utilizzo di argomenti ad alto impatto mediatico, da parte degli spin doctor di Blair.
Paul Wolfowitz, l'inventore della dottrina della guerra preventiva adottata da Bush per gli Stati Uniti, ha poi detto che le armi di distruzione di massa furono un pretesto per attaccare l'Iraq.

### La controversia internazionale

#### L'autorizzazione del Congresso
L'11 ottobre 2002 Bush ottenne dal Congresso l'autorizzazione all'uso della forza per "difendere la sicurezza nazionale degli USA contro la continua minaccia posta dall'Iraq; e per attuare tutte le risoluzioni del Consiglio di Sicurezza dell'ONU a questo riguardo". Bush avrebbe dovuto spingere il Consiglio di Sicurezza a prendere provvedimenti contro il mancato rispetto di 16 precedenti risoluzioni riguardanti l'Iraq; la forza sarebbe stata ammissibile solo dopo che egli avesse determinato che ulteriori sforzi diplomatici non sarebbero valsi a proteggere gli USA o ad attuare le risoluzioni. Tuttavia Bush non avrebbe avuto bisogno di ulteriori autorizzazioni, né del Congresso né dell'ONU.

#### La ripresa delle ispezioni e il braccio di ferro all'ONU
Dopo alcune settimane di negoziati in seno al Consiglio gli USA ottennero l'approvazione unanime della risoluzione 1441 (8 novembre 2002), che offriva all'Iraq un'ultima possibilità di adempiere ai propri "obblighi in materia di disarmo" e minacciava "serie conseguenze" in caso contrario, fissando una serie di scadenze entro le quali il disarmo sarebbe dovuto procedere.
L'Iraq accettò la risoluzione, permettendo il ritorno degli ispettori e concedendo loro prerogative (come l'accesso illimitato ai "siti presidenziali") che aveva sempre negato. I capi degli ispettori, Hans Blix e Muḥammad al-Barādeʿī, presentarono diversi rapporti. Nel primo di questi (30 gennaio 2003) Blix sostenne che l'Iraq non aveva del tutto accettato i propri obblighi, pur non ponendo ostacoli diretti alle ispezioni; al-Barādeʿī (capo dell'AIEA e incaricato della distruzione del programma nucleare) sostenne che molto probabilmente l'Iraq non aveva un programma atomico degno di nota. Entrambi chiesero più tempo prima di dare un giudizio definitivo.

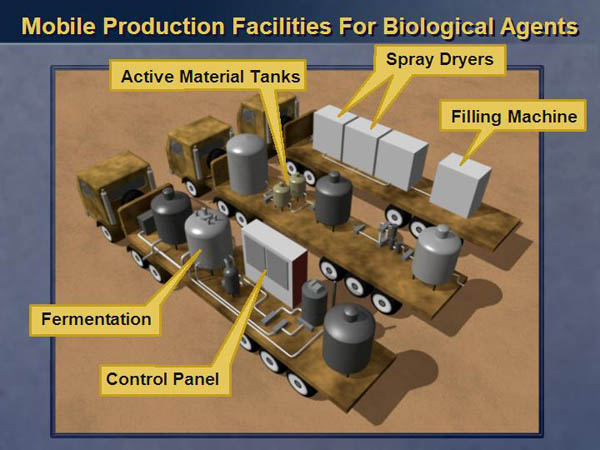
Un'immagine costruita in modo artificioso mostrata da Colin Powell durante la sua presentazione all'ONU, raffigurante uno dei presunti laboratori mobili per la produzione delle "armi di distruzione di massa" (WMD) irachene

Il 5 febbraio il segretario di stato USA Colin Powell cercò di convincere il Consiglio ad autorizzare l'uso della forza poiché, a suo dire, l'Iraq aveva ancora una volta dimostrato di non rispettare le risoluzioni ONU. Nel suo discorso egli espose le "prove" dell'esistenza di armi di distruzione di massa irachene. La sua tesi fu accolta freddamente e i suoi argomenti furono considerati molto deboli.
I successivi rapporti di Blix e al-Barādeʿī (14 febbraio e 7 marzo) furono più favorevoli all'Iraq, poiché parlavano di progressi, anche se diversi problemi restavano irrisolti, soprattutto nel campo delle armi chimiche: secondo Blix, sarebbero stati necessari parecchi mesi di ispezioni per venirne a capo.
Questi rapporti, uniti all'annuncio francese di un probabile veto, furono deleteri per i tentativi anglo-americani di ottenere un'ulteriore risoluzione che autorizzasse esplicitamente l'invasione. Nonostante forti pressioni statunitensi solo 4 dei 15 Stati presenti nel Consiglio (USA, Regno Unito, Spagna e Bulgaria) erano intenzionati ad approvare la risoluzione (Francia, Germania, Cina, Pakistan e Siria sembravano contrari, mentre Messico, Cile, Camerun, Angola, Guinea e Russia avevano posizioni più sfumate). La nuova risoluzione non fu quindi sottoposta al voto e Bush dichiarò che la diplomazia aveva fallito.
Dopo la caduta di Ṣaddām, il Consiglio di Sicurezza dell'ONU ha unanimemente riconosciuto USA e Regno Unito quali potenze occupanti ed invitato i propri membri a contribuire alla stabilizzazione della situazione irachena e a favorire l'autogoverno iracheno (risoluzione 1483 del 22 maggio 2003). Successivamente diverse risoluzioni (tutte approvate senza voti contrari) hanno riconosciuto il nuovo governo iracheno.

#### Le proteste popolari

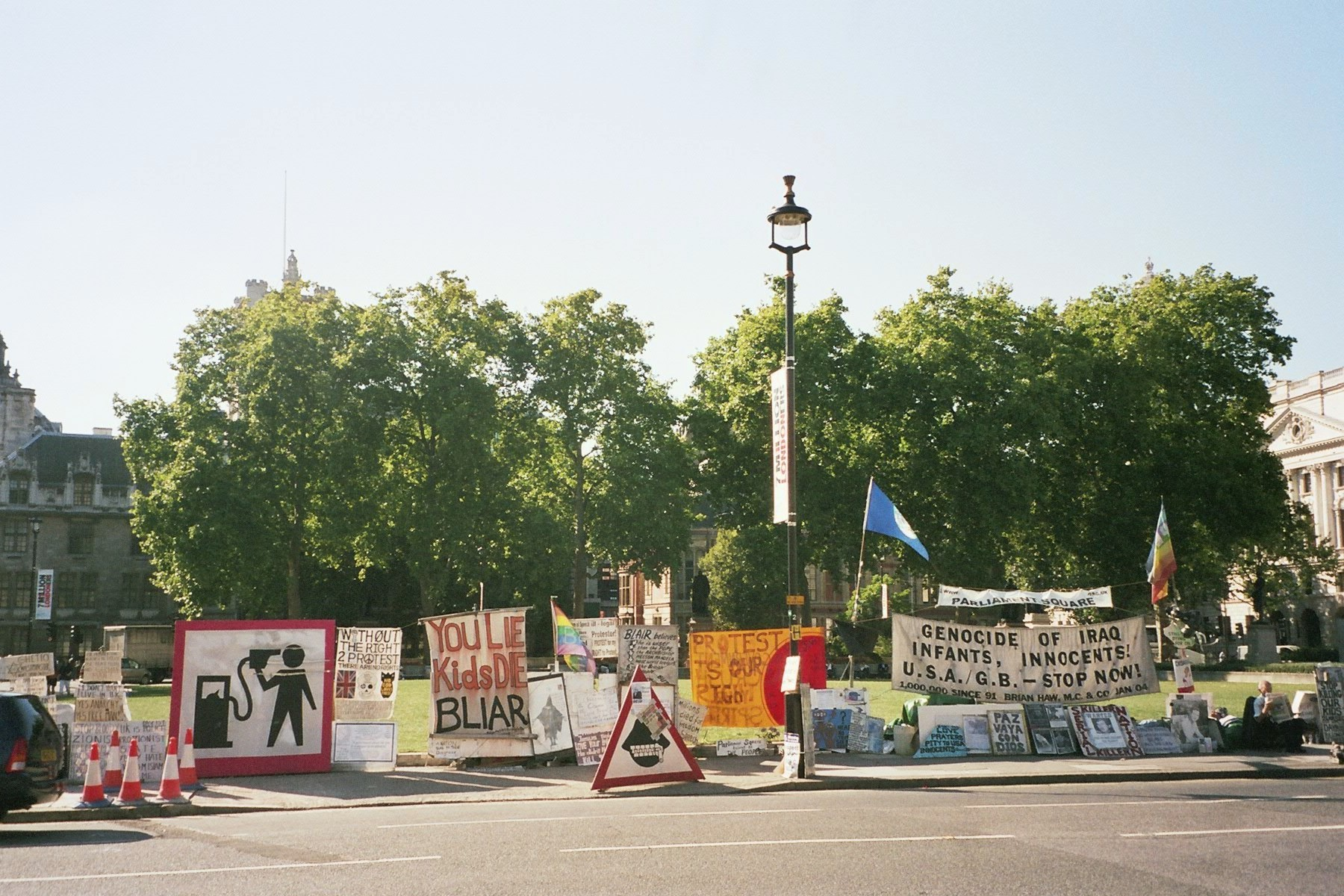
Proteste contro la guerra irachena davanti al Parlamento britannico a fine 2005

Il braccio di ferro all'ONU fu accompagnato da manifestazioni di protesta in gran parte del mondo, notevoli sia per la grande partecipazione che per la loro estensione geografica. Anche se il commentatore del New York Times definì l'opinione pubblica mondiale l'unica "superpotenza" in grado di contrastare gli Stati Uniti, gli effetti pratici furono irrilevanti. Infatti esse non scalfirono la determinazione dell'amministrazione statunitense (il cui elettorato era in maggioranza favorevole alla guerra) e non riuscirono neppure a porre una pressione sufficiente su governi (come quello italiano e spagnolo) che appoggiavano l'invasione a dispetto dell'opposizione da parte delle rispettive opinioni pubbliche.
Le proteste da parte di gruppi e organizzazioni contro la guerra, negli Stati Uniti e nel Regno Unito, cominciarono già nel settembre 2002, prima dell'inizio del conflitto stesso, opponendosi a quella da loro definita "guerra del petrolio".
Nel gennaio 2003 le manifestazioni di protesta si estesero a moltissime città tra cui Roma, Parigi, Oslo, Rotterdam, Tokyo, Mosca.
Il 20 marzo, giorno di inizio del conflitto, migliaia di manifestazioni e proteste si tennero in tutto il mondo.

#### La "Coalizione dei volenterosi"
Fin da prima della controversia all'ONU, Bush e i suoi alleati (fra cui il premier britannico Tony Blair) avevano cercato di raccogliere una coalizione favorevole all'invasione dell'Iraq, per ottenere una risoluzione favorevole alla guerra, o perlomeno una certa copertura politica. Il rafforzamento militare della coalizione era secondario, in quanto nessun Paese "invitato" disponeva di forze confrontabili con quelle anglo-americane.
Il 27 marzo 2003 (cioè durante l'invasione) la Casa Bianca diffuse un  elenco. dei membri della coalizione, allora composta dai 49 paesi; il livello di coinvolgimento andava dalla partecipazione militare (Stati Uniti, Gran Bretagna, Polonia, Australia) al supporto logistico, al semplice appoggio politico. Bush definì questi Stati (molti dei quali inviarono poi in Iraq dei contingenti militari) come la "coalizione dei volenterosi" (coalition of the willing).
Molti tuttavia fecero notare l'assenza di paesi importanti come Francia e Germania e lo scarso contributo del mondo islamico, presente solo attraverso il Kuwait (che ricambiava l'aiuto ricevuto 12 anni prima facendo da base principale per l'attacco), la Turchia (che permise l'uso del proprio spazio aereo, ma non il transito della fanteria statunitense), l'Afghanistan, l'Azerbaigian e l'Uzbekistan (che diedero contributi puramente simbolici).
A titolo di esempio, nel febbraio 2006 restavano in Iraq circa 140 000 soldati statunitensi e 8 000 soldati britannici, cui si aggiungevano 3 contingenti fra 1 000 e 5 000 uomini (Corea del Sud, Italia, Polonia) e altri 18 più piccoli. Le forze della coalizione erano americane per l'87%, britanniche per il 5% e di altre 21 nazioni per il rimanente 8%. Queste proporzioni erano rimaste grossomodo costanti fin dalla tarda primavera del 2003; tuttavia, a seguito del ritiro di diversi contingenti (fra cui quelli italiano) avvenuto durante il 2006 e dell'aumento (noto col termine inglese di surge) degli effettivi USA in Iraq, durante il 2007 il "peso" statunitense è stato ben superiore al 90%.

## L'invasione dell'Iraq (marzo-maggio 2003)

### I preparativi militari

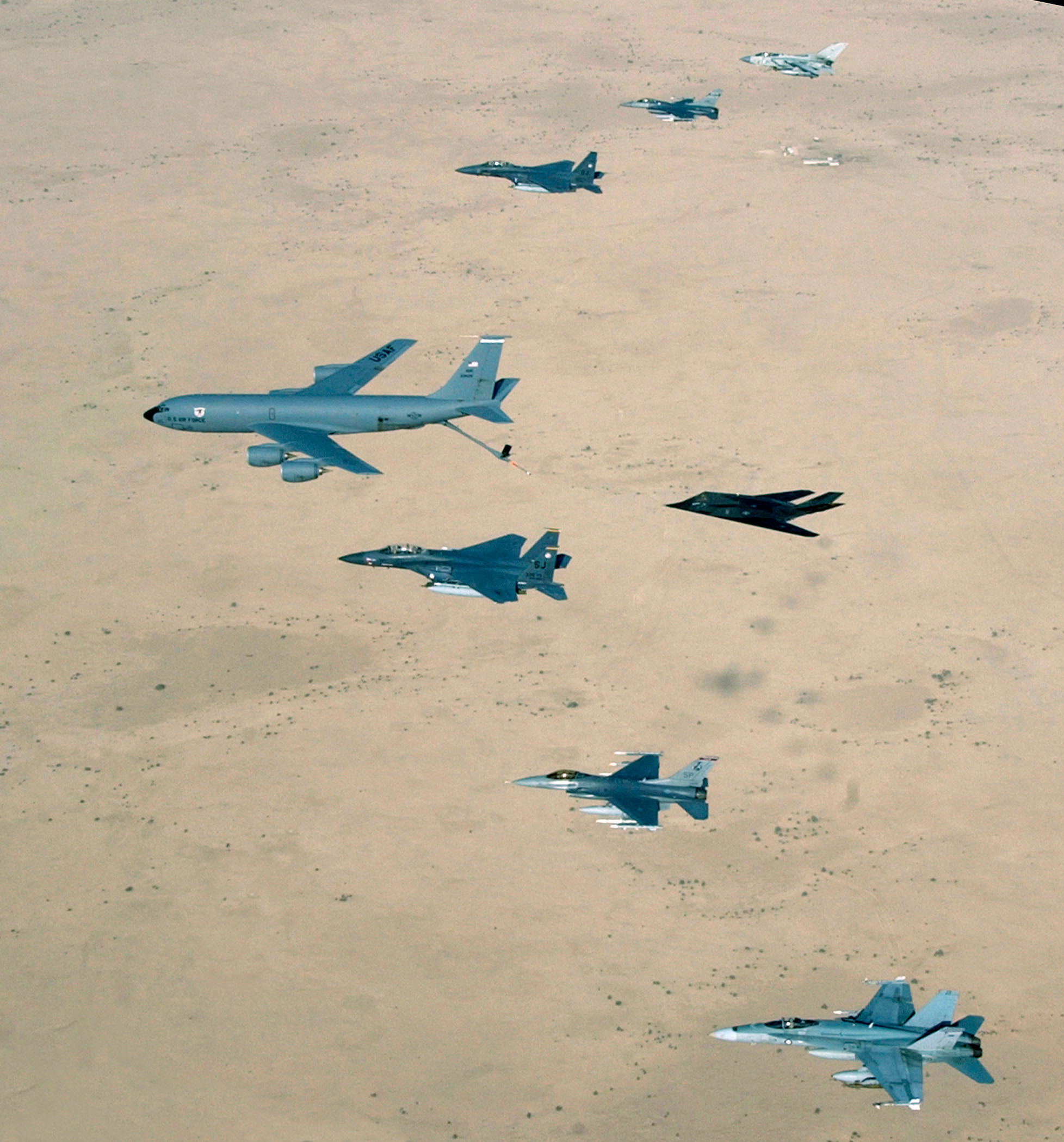
Aerei della coalizione in volo sul deserto

Per quanto il presidente statunitense Bush sostenesse che la decisione di invadere l'Iraq non fosse stata ancora presa, il comando americano cominciò con largo anticipo a pianificare l'invasione, inviando grandi forze in Kuwait. Nella primavera 2002 la stampa USA descrisse i probabili piani di attacco: una campagna relativamente breve ma molto massiccia di bombardamenti aerei sarebbe stata combinata con la rapida avanzata di un esercito relativamente piccolo ma molto mobile, dotato dei più moderni mezzi. Il principale timore era che questa forza perdesse molti dei propri vantaggi se l'esercito iracheno si fosse asserragliato nelle città. Parecchi militari ritenevano quindi inadeguata sia la forza di 70 000 uomini proposta dal segretario della difesa Donald Rumsfeld (per confronto, l'esercito che nel 1991 aveva riconquistato il Kuwait era di oltre 500 000 uomini), sia le stime che parlavano di un'occupazione di circa un anno: ad esempio, il capo di stato maggiore dell'esercito USA, gen. Shinseki dichiarò di ritenere necessarie "diverse centinaia di migliaia di uomini" "per diversi anni". Alla fine gli USA e i loro alleati schierarono circa 250 000 uomini, metà dei quali marinai od aviatori.
Inoltre le incursioni aeree sulle no fly zones furono intensificate: già nel settembre 2002 furono condotte incursioni che coinvolsero oltre 100 aerei. Alla fine dell'autunno le truppe americane erano pronte all'invasione, prevista nei mesi relativamente freschi dell'inverno, ma che fu ritardata di alcuni mesi dal protrarsi della controversia all'ONU (forse perché la loro presenza minacciosa aveva spinto Ṣaddām a piegarsi alle ispezioni).

### I combattimenti

Mappa animata della guerra

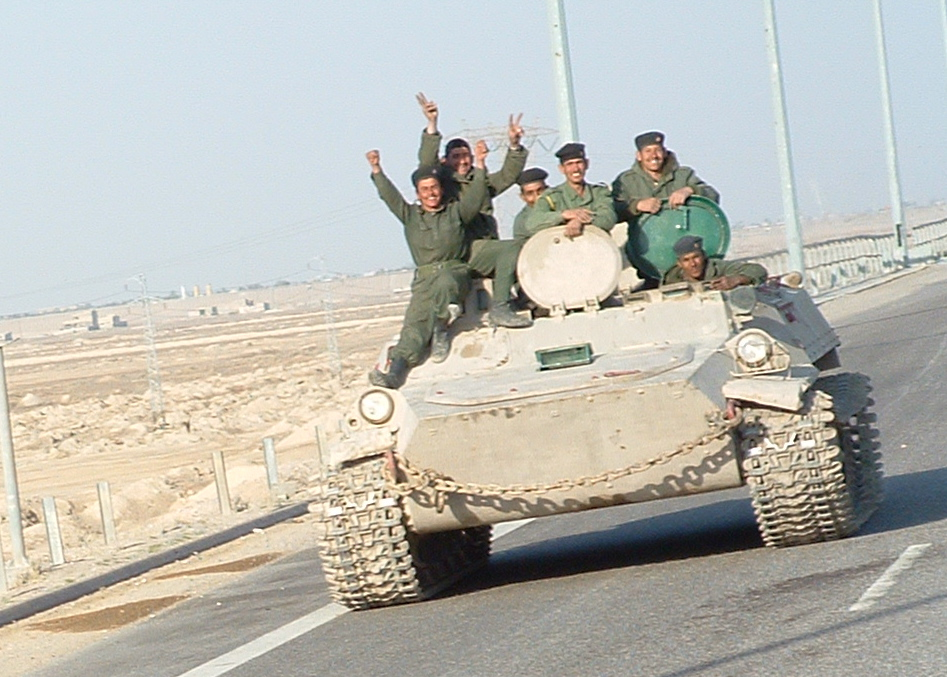
Soldati iracheni un mese prima dell'invasione

La guerra iniziò la mattina del 20 marzo del 2003, poche ore dopo un ultimo rifiuto di Saddam Hussein di abbandonare il potere e andare in esilio.
Al 2 maggio l'Iraq era già stato bombardato dalla coalizione con più di trentamila bombe oltre a ventimila missili Cruise ad alta precisione paralizzando il paese.La coalizione disponeva di un esercito di circa 260 000 uomini, cui si aggiungevano alcune decine di migliaia di componenti della milizia curda dei peshmerga. L'esercito iracheno contava invece poco meno di 400 000 uomini (di cui circa 60 000 Guardie Repubblicane), più circa 40 000 paramilitari dei Fedā'iyyīn Ṣaddām e ben 650 000 uomini ufficialmente parte della riserva.
L'esercito iracheno era però male armato e scarsamente motivato; anche i reparti di élite della guardia repubblicana avevano mezzi piuttosto malconci (le sanzioni avevano impedito l'importazione di pezzi di ricambio). In effetti, gran parte delle unità irachene si disintegrarono prima di incontrare il nemico, per via dei bombardamenti e dell'incompetenza o delle diserzioni dei loro comandanti (spesso corrotti dalla CIA).
L'attacco di terra fu quasi contemporaneo a quello aereo. Poiché la Turchia aveva negato il transito alla fanteria, quasi tutte le forze della coalizione partirono dal Kuwait, anche se nel nord una brigata di paracadutisti e diverse unità di forze speciali si unirono ai peshmerga.
L'avanzata fu rapida: già nella serata del 20 marzo le forze britanniche e i Marines avevano occupato il porto di Umm Qaṣr, impossessandosi dei giacimenti petroliferi del sud dell'Iraq, ed erano in prossimità di Bassora (che però fu presa solo il 6 aprile); il grosso degli americani avanzò invece verso ovest e verso nord, evitando di prendere d'assalto le città salvo quando necessario per impossessarsi di ponti sul Tigri o sull'Eufrate.

Gli Iracheni opposero resistenza per alcuni giorni nei pressi di Hilla e Karbala, aiutati da una tempesta di sabbia e dalla necessità americana di rifornire i propri mezzi. Tuttavia il 9 aprile, due settimane e mezzo dopo l'inizio dell'invasione, gli americani entrarono nella capitale irachena dopo il vittorioso esito della Battaglia di Baghdad. Di lì a poco le rimanenti difese irachene crollarono: il 10 aprile i Curdi entrarono a Kirkuk e infine il 15 aprile cadde anche la città natale del rais, Tikrīt.

### La fine

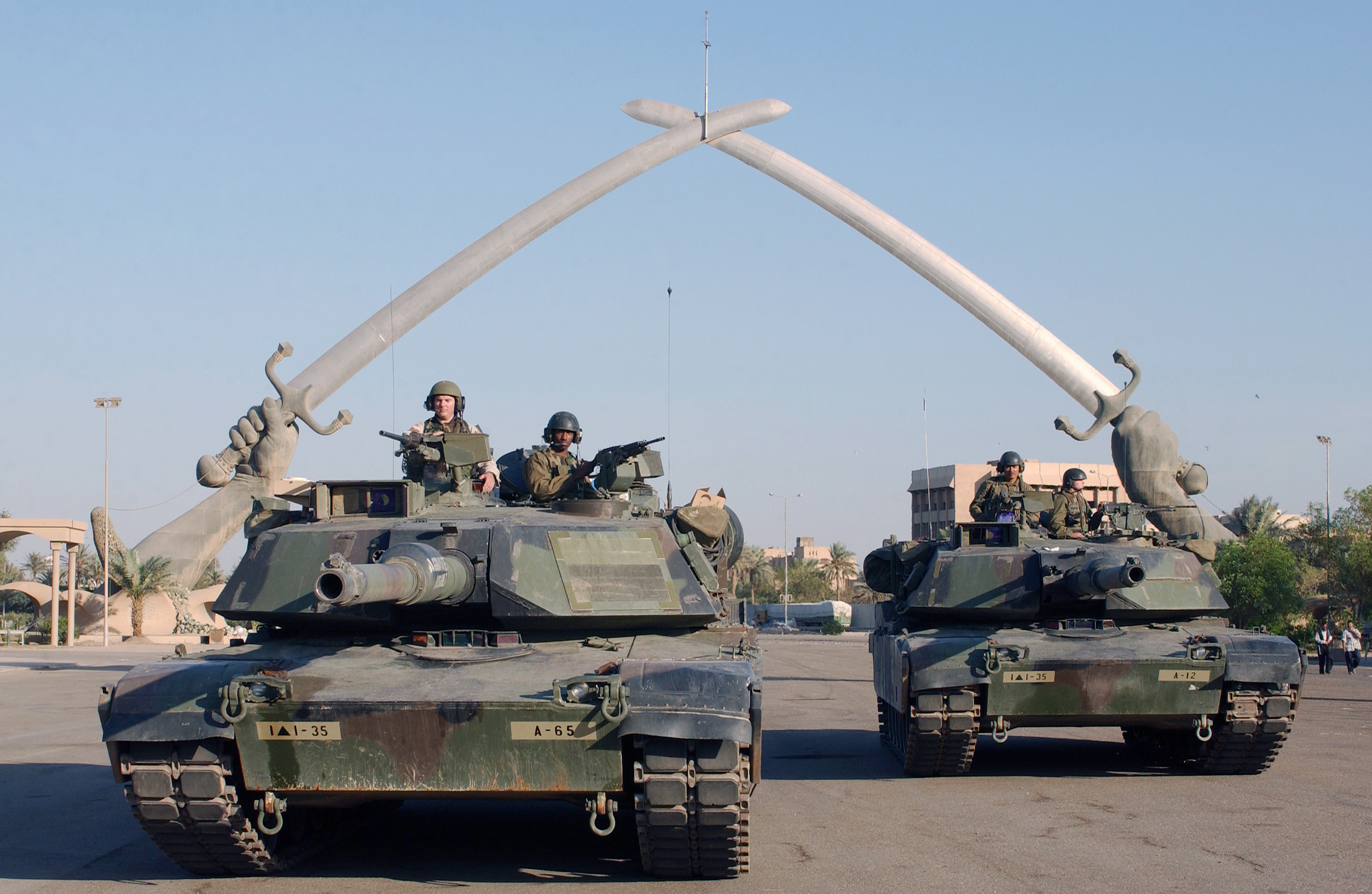
Soldati americani all'Arco della Vittoria a Baghdad

Il 1º maggio 2003 il presidente Bush atterrò sulla portaerei Abraham Lincoln (che aveva partecipato alle operazioni in Iraq e stava rientrando alla base) e vi tenne un discorso avendo alle spalle uno striscione che diceva Mission Accomplished (Missione Compiuta).
Nel discorso Bush proclamò la conclusione delle operazioni militari su larga scala in Iraq. Tuttavia nelle settimane successive in Iraq vi fu un drammatico aumento di tutti i tipi di crimini (dal saccheggio dei musei agli attacchi alle truppe della coalizione) per via della scarsità del personale dedicato a mantenere l'ordine e la sicurezza.

### Epurazione del vecchio regime
La caduta del regime iracheno ha determinato l'arresto o la morte di molti importanti esponenti, sia politici che militari, un tempo alla guida del paese. Per facilitare la cattura i soldati americani vennero dotati di un mazzo di 55 carte da poker da uno recanti le immagini e i nomi dei gerarchi più importanti da arrestare; il mazzo di carte prese il nome di Most wanted iraqi. L'arresto più importante fu quello di Saddam Hussein avvenuto il 13 dicembre 2003, mentre i figli di Saddam (Uday e Qusay) furono uccisi.
I leader del vecchio regime vennero processati da un tribunale iracheno costituito ad hoc, il Supremo tribunale criminale iracheno.
Alcuni importanti esponenti risultano tuttora latitanti:
- ʿIzzat Ibrāhīm al-Dūrī; ex Vicepresidente del Consiglio Rivoluzionario
- Hānī al-Laṭīf al-Tikrītī; ex capo dei Servizi Speciali
- Ṭāhir Ḥabbūs al-Tikrītī; ex capo dell'Intelligence
- Sayf Ḥasan al-Rāwī; ex comandante della Guardia Repubblicana
- Rāfiʿ al-Laṭīf Tilfah
- Rukan al-Ghafārī; ex Capo del Consiglio Tribale
- Rashid Kazim; ex dirigente del Baʿth
- Yaḥyā al-ʿUbaydī
- ʿAbd al-Baqī al-Saʿdūn; ex dirigente regionale del Baʿth

## L'Iraq dopo la caduta di Saddam Hussein (maggio 2003-dicembre 2011)

### La scena politica irachena dopo la caduta di Saddam
In teoria il regime di Saddam Hussein aveva imposto all'Iraq l'ideologia laica, nazionalista e con tendenze socialiste del partito Baʿth. In pratica la società irachena era ancora percorsa da divisioni etniche, religiose e persino tribali. Il regime sfruttava queste divisioni e praticava discriminazioni sistematiche fra i vari gruppi, favorendo grandemente la minoranza (circa 25% della popolazione irachena) araba sunnita e specialmente i clan originari di Tikrīt, città natale di Saddam. Gran parte delle posizioni di una certa responsabilità (dirigenti del partito, funzionari governativi, ufficiali dell'esercito, ecc.) erano affidate a sunniti, possibilmente di tendenze laiche.
L'opposizione a Saddam era particolarmente forte fra coloro che erano danneggiati da queste discriminazioni, ovvero fra gli sciiti (oltre il 50% della popolazione) e i curdi (circa il 20%).
Alla caduta del regime i principali gruppi etnici, politici e religiosi erano:
- I partiti religiosi sciiti (che nelle elezioni del 2005 si sono coalizzati nell'Alleanza Irachena Unita, ottenendo circa il 45% dei voti) ovvero il Supremo Consiglio Islamico Iracheno[72] (noto con l'acronimo inglese SIIC e attualmente capeggiato da ʿAbd al-ʿAzīz al-Ḥakīm), il Partito Islamico Da'wa di Nuri al-Maliki ed Ibrāhīm al-Jaʿfarī e il movimento sadrista (a sua volta diviso fra i seguaci di Muqtada al-Sadr e quelli del partito Fāḍila dello sceicco Muḥammad al-Yaʿqūbī). I primi due sono piuttosto vicini all'Iran, dove molti dei loro capi si erano rifugiati negli anni del regime. I sadristi sono al tempo stesso i più fondamentalisti e i più nazionalisti fra gli sciiti per cui rigettano ogni influenza esterna e sono particolarmente invisi alla presenza americana (ma anche i loro rapporti con l'Iran sono relativamente freddi). Il SIIC ed i "sadristi" sono legati a due milizie armate, dette rispettivamente Badr (dall'antica battaglia di Badr che era stata la prima vittoria armata sui pagani del profeta Maometto) ed Esercito del Mahdī; quest'ultima è l'unica formazione sciita a essersi scontrata militarmente con la coalizione.
- I curdi sono i più fedeli alleati degli USA in Iraq, per quanto siano stati costretti a rinunciare alle proprie aspirazioni di indipendenza; essi mantengono comunque una milizia armata, i cosiddetti peshmerga. Politicamente sono rappresentati dall'alleanza di due partiti, l'Unione Patriottica del Kurdistan di Jalāl Ṭālabānī e il Partito Democratico del Kurdistan di Masʿūd Bārzānī. Questi partiti sono relativamente laici, ma esiste anche un partito islamico curdo. Nelle elezioni del 2005 i partiti curdi hanno ottenuto in totale il 20% circa dei voti.
- I sunniti, che hanno controllato il Paese fin dagli anni venti si sentono ora esclusi dai posti chiave del governo; moltissimi di loro hanno perso il lavoro per via delle epurazioni di ex Baʿthisti dall'apparato statale. Molti di essi sono quindi ostili alla coalizione e al nuovo governo e hanno formato gruppi armati di tendenze sia laiche (ex Baʿthisti) che islamiche, spesso alleati con gruppi terroristici come la cosiddetta al-Qa'ida in Iraq, fondata da Abū Musʿab al-Zarqāwī. I sunniti avevano inizialmente rifiutato di partecipare alla lotta politica, ma poi sono nati diversi gruppi che li vorrebbero rappresentare. Fra questi l'Associazione del clero musulmano, il Fronte di Accordo Nazionale (religiosi) e il Consiglio Nazionale per il Dialogo (laico). Questi partiti sono considerati i più vicini alla resistenza e nel complesso nelle seconde elezioni del 2005 hanno ottenuto circa il 20% dei consensi.
- Gruppi politici di una certa importanza sono stati formati da esiliati laici come Iyād ʿAllāwī (sciita, ex membro del partito Baʿth fuggito dall'Iraq durante l'ascesa al potere di Saddām e poi entrato al servizio della CIA), Aḥmad Shalabī (finanziere sciita legato ai neoconservatori statunitensi e, si disse, anche ai servizi segreti iraniani, fonte di molte delle informazioni che avevano spinto gli USA alla guerra) e Adnān Pachachī. Il maggiore di questi è quello di ʿAllawī (al-ʿIrāqiyya), che raccoglie i consensi dei più laici e filo-americani fra gli iracheni; alle elezioni del 2005 questi gruppi hanno raccolto circa il 10% dei voti.
- Un ruolo minore viene svolto dalle piccole minoranze (2-3% della popolazione) turca e cristiana caldea, insediate in regioni ristrette del nord del paese (come la città di Kirkūk) e da alcuni piccoli partiti (come i comunisti) non legati a gruppi etnici, religiosi o tribali.

Nella politica irachena le autorità ecclesiastiche svolgono un ruolo importante. Fra esse spiccano i grandi ayatollah sciiti di Najaf, che avevano goduto di una sia pur minima autonomia persino negli anni del regime. Il più importante di loro è ʿAlī al-Sīstānī.

### L'occupazione (maggio 2003-giugno 2004)

#### La situazione politica
- iniziale amministrazione di Jay Garner[73] e sua rinuncia
- costituzione dell'autorità provvisoria della coalizione (Coalition Provisional Authority o CPA) con a capo Paul Bremer[74]
- costituzione del consiglio governativo iracheno
- risoluzioni ONU
- epurazione dei baʿthisti e dissoluzione dell'esercito
- programma di liberalizzazione economica
- "ricostruzione"
- la controversia con Sīstānī riguardo alle elezioni (inverno-primavera 2004)
- la "Transitional Administrative Law

#### La situazione militare
- saccheggi e disordini
- attentato a Muḥammad Bāqir al-Ḥakīm
- attentato all'inviato ONU Sérgio Vieira de Mello
- uccisione di Uday e Quṣayy Hussein
- cattura di Saddam Hussein

#### Lo scontro con l'"Esercito del Mahdi"
Nella primavera del 2004 gli americani decisero di non tollerare ulteriormente le attività dei seguaci di Muqtada al-Sadr e della sua milizia armata, l'Esercito del Mahdi. Il 4 aprile fu decisa la chiusura del loro giornale (al-Ḥawza), accusato di incitare alla violenza. Al-Sadr, temendo un'azione contro di sé e il suo gruppo, invitò la popolazione di Sadr-City (un popoloso sobborgo di Baghdad - precedentemente chiamata Ṣaddām City - a forte prevalenza sciita, dove egli gode di grande sostegno) a una protesta che degenerò in gravi incidenti, in cui morirono 8 soldati americani e alcune decine di seguaci di al-Sadr.
L'arresto di un suo vice confermò al-Sadr nei suoi timori, spingendolo a proclamare un'insurrezione: nei giorni successivi vi furono combattimenti in gran parte del sud sciita. La coalizione annunciò un mandato di cattura nei confronti di al-Sadr (accusato di essere il mandante di un omicidio), benché il ministro della Giustizia iracheno (nominato dalla coalizione stessa) negasse che il mandato fosse stato emesso. Nel frattempo, l'Esercito del Mahdī aveva praticamente preso possesso di Sadr City (Madīnat al-Ṣadr) e di diverse città del sud, a volte con la connivenza delle autorità locali e della polizia, a volte dopo scontri armati. Esso ebbe qualche successo anche nelle città più importanti, dove erano stanziate le truppe della coalizione: il contingente ucraino fu costretto a lasciare la città di Kut, a Nāṣiriyya gli italiani persero il controllo di parte della città, a Bassora gli insorti riuscirono a occupare la sede del governatorato, mentre a Karbala polacchi e bulgari furono duramente impegnati ma riuscirono a mantenere il controllo. La "conquista" più importante e duratura delle forze di al-Sadr fu la città santa di Najaf, dove si recò lo stesso Muqtada, spostandosi dall'abituale sede di Kufa, in un edificio prossimo alla tomba dell'Imām ʿAlī.
L'8 aprile la coalizione inviò rinforzi a sud, riprendendo quasi tutte le città: i sadristi generalmente preferirono evitare di scontrarsi con forze superiori alle proprie, abbandonando le posizioni e mescolandosi col resto della popolazione; solo Kufa, Najaf e Sadr City restarono in mano all'esercito del Mahdī. Gli USA inviarono quindi 2 500 soldati a Najaf, col compito di catturare od uccidere Muqtada. Essi tuttavia non potevano usare i bombardamenti e le armi pesanti nella consueta misura, poiché avrebbero rischiato di danneggiare i numerosi edifici sacri della città (la cui distruzione avrebbe potuto portare a un'insurrezione generale degli sciiti). Gli statunitensi sperarono dapprima che Sīstānī avrebbe costretto al-Sadr ad abbandonare Najaf, ma l'ayatollah temeva di scatenare uno scontro in seno agli sciiti e rimase neutrale. Lo stallo terminò a metà maggio, quando fu lanciato un sanguinoso attacco che danneggiò anche alcune moschee. Le ostilità ripresero in gran parte del sud, tanto che il 17 maggio gli italiani furono cacciati dal centro di Nassiriya (dove tornarono il giorno seguente grazie a un accordo negoziato), il che allentò leggermente la presa americana su Najaf.
Dopo circa tre settimane di combattimenti, il 6 giugno si giunse a una tregua: gli USA dichiararono di aver sconfitto militarmente l'Esercito del Mahdī, ma rinunciarono a catturare Muqtada al-Sadr in cambio del suo impegno a dissolvere la sua milizia e a partecipare al processo politico. Tuttavia nessuna delle due parti si fidava dell'altra, per cui al-Sadr continuò a controllare parti di Najaf e di altre città, mentre gli USA continuarono a circondare queste zone. All'inizio di agosto la tregua fu rotta e a Najaf si scatenò un nuovo conflitto fra i marines e i miliziani sadristi, spesso nelle vicinanze della tomba dell'Imām ʿAlī e in generale nella città vecchia. Dopo altre tre settimane di combattimenti, gli americani circondavano da vicino la tomba di ʿAlī e stavano considerando un assalto diretto, pur consapevoli dei rischi di insurrezione generale che esso comportava.
La situazione fu risolta da Sīstānī: egli era stato ricoverato per circa un mese in un ospedale di Londra, ma al suo ritorno in Iraq egli condusse una sorta di "marcia" pacifica su Najaf con lo scopo di fermare i combattimenti (25 agosto). Il giorno successivo Sīstānī negoziò una nuova tregua fra le due parti, sulla base dei termini della precedente. La principale novità di questi accordi fu che Sīstānī si fece garante del rispetto degli accordi, obbligando Muqtada a lasciare Najaf e gli americani a desistere dai loro tentativi di arrestarlo. Najaf passò sotto il controllo non della coalizione ma delle forze governative irachene, "coadiuvate" da altre milizie sciite (come quella del partito SCIRI) vicine a Sīstānī.

#### Il governo ʿAllawi

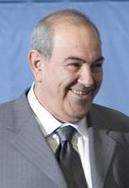
Iyād ʿAllāwī, nominato dagli statunitensi primo ministro dell'Iraq nel 2004 e rimasto in carica fino alle prime elezioni del 2005

### Le elezioni del 2005 e la redazione della nuova Costituzione

#### Le elezioni del gennaio 2005
- La legge elettorale
- L'opposizione dei sunniti
- I risultati
- La nuova presidenza (Jalāl Tālabānī) e il nuovo governo (Ibrāhīm al-Jaʿfarī)

Il 30 gennaio 2005 il popolo iracheno scelse i 275 rappresentanti della nuova Assemblea Nazionale Irachena. Questo voto rappresentò la prima elezione generale dall'invasione statunitense dell'Iraq nel 2003 e fu un passo importante nel passaggio del controllo del paese della coalizione occidentale agli Iracheni.

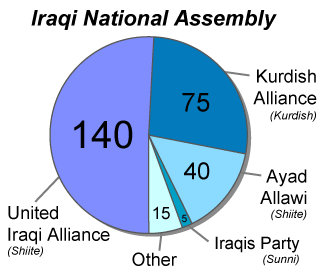
Risultati elettorali in base alle alleanze

I primi risultati del 3 febbraio mostrarono la vittoria dell'Alleanza Nazionale Irachena (un'alleanza di 22 partiti confessionali musulmani sciiti, dei quali i principali sono il Partito Islamico Da'wa, il Supremo Consiglio Islamico Iracheno, il Partito Islamico Da'wa - Organizzazione dell'Iraq, il Movimento Sadrista e il Partito Islamico della Virtù), tacitamente appoggiata dal leader sciita Ayatollah Ali al-Sistani, con il 48% delle preferenze. L'Alleanza democratica patriottica del Kurdistan si posizionò al secondo posto con il 26% dei voti. Il partito del primo ministro Iyād ʿAllāwī, la Lista irachena giunse terza con il 14%.

#### La nuova costituzione
Il compito principale del parlamento eletto il 15 gennaio 2005 era di redigere una nuova costituzione. La Transitional Administrative Law (TAL) prevedeva che essa fosse approvata entro il 15 agosto, in modo da poterla sottoporre a referendum in ottobre. Queste scadenze si rivelarono difficili da rispettare, per motivi sia procedurali (la scelta della commissione che avrebbe redatto la costituzione richiese mesi di negoziati) che sostanziali (i due argomenti più dibattuti furono il ruolo della religione islamica e la forma federale dello stato iracheno).
Sciiti e curdi giunsero infine a un compromesso, che ignorava però le richieste dei sunniti (e vanificava i precedenti sforzi per coinvolgerli nella stesura della costituzione): i curdi avrebbero accettato un articolo che impedisce l'approvazione di leggi contrarie ai "principi riconosciuti dell'Islam" (oltre che ai "diritti umani" e ai "principi democratici"), mentre gli sciiti avrebbero acconsentito alle confederazioni regionali proposte dai curdi (ciascuna confederazione, composta da almeno 3 province, avrebbe goduto di amplissima autonomia).
Il testo non venne mai formalmente approvato dal Parlamento iracheno, che in settembre si limitò a un voto in cui si accettavano le decisioni della commissione; tuttavia questo voto avvenne prima che una versione definitiva fosse resa nota. Il 15 ottobre 2005 la costituzione fu sottoposta a referendum. Sciiti e curdi votarono massicciamente a favore e a livello nazionale i "sì" furono circa il 78%. I sunniti presero parte al voto, sperando nella TAL, che prevedeva che se in 3 province i "no" fossero stati superiori ai 2/3, la costituzione sarebbe stata respinta indipendentemente dal totale nazionale. Questo tentativo fallì per poco: nelle due province di al-Anbar e Ṣalāḥ al-Dīn i "no" furono ben superiori alla soglia dei 2/3, ma nel Governatorato di Ninawa (Ninive) la significativa presenza curda (e cristiana) ridusse i "no" al 55% dei voti della provincia.

#### Le elezioni del dicembre 2005
- Nuova legge elettorale
- Partecipazione sunnita e sadrista
- Risultati

A seguito della ratificazione della costituzione irachena del 15 ottobre 2005, venne effettuata il 15 dicembre una elezione generale per eleggere un consiglio di 275 rappresentanti permanenti.
Le elezioni assegnarono i 230 seggi attraverso i 18 governatorati iracheni in base al numero dei votanti registrati nelle elezioni tenute a gennaio dello stesso anno, tra cui 59 seggi per il governatorato di Baghdad. I seggi relativi ad ogni governatorato sono stati assegnati alle liste attraverso un sistema sistema proporzionale. Oltre a questi, sono stati assegnati 45 seggi di compensazione. L'affluenza è stata elevata, attorno al 70%. La Casa Bianca fu incoraggiata dagli scarsi incidenti avvenuti durante gli spogli.
| Coalizioni e Partiti                                         | Voti       | %    | Seggi | Guadagno/Perdita |
| ------------------------------------------------------------ | ---------- | ---- | ----- | ---------------- |
| Coalizione Irachena Unificata                                | 5 021 137  | 41,2 | 128   | −12              |
| Lista Alleanza del Kurdistan                                 | 2 642 172  | 21,7 | 53    | −22              |
| Fronte dell'Accordo Iracheno                                 | 1 840 216  | 15,1 | 44    | +44              |
| Lista Irachena Nazionale                                     | 977 325    | 8,0  | 25    | −15              |
| Fronte Iracheno del Dialogo Nazionale                        | 499 963    | 4,1  | 11    | +11              |
| Unione Islamica Curda                                        | 157 688    | 1,3  | 5     | +5               |
| I promotori del Messaggio (al-Risāliyyūn)                    | 145 028    | 1,2  | 2     | +2               |
| Blocco di Riconciliazione e Liberazione                      | 129 847    | 1,1  | 3     | +2               |
| Fronte Turcomanno Iracheno                                   | 87 993     | 0,7  | 1     | −2               |
| Lista nazionale del Rafidain                                 | 47 263     | 0,4  | 1     | 0                |
| Lista Mithal al-Alusi                                        | 32 245     | 0,3  | 1     | +1               |
| Movimento Yazidi per la Riforma e il Progresso               | 21 908     | 0,2  | 1     | +1               |
| Quadri ed Elite Nazionali Indipendenti                       |            |      | 0     | −3               |
| Organizzazione di Azione Islamica in Iraq - Comando Centrale |            |      | 0     | −2               |
| Alleanza Nazionale Democratica                               |            |      | 0     | −1               |
| Totale (affluenza 79,6%)                                     | 12 396 631 |      | 275   |                  |

### Dal 2006 al 2011
Nei primi mesi del 2006 si rafforzano le attività guerrigliere contro le forze d'occupazione e si intensifica lo scontro tra le comunità sciita e sunnita, con diversi attentati a moschee che provocano la morte di centinaia di persone. Le ricercate armi di distruzione di massa non vengono trovate, mentre l'ipotesi che il regime iracheno avesse un rapporto di collaborazione con l'organizzazione terroristica di al-Qāʿida viene progressivamente smontata con l'analisi dei documenti iracheni, gli interrogatori di ufficiali di Saddam e la pubblicazione o desecretazione di numerosi rapporti di CIA e Pentagono anche precedenti all'invasione.
All'inizio del 2007 George W. Bush annuncia un forte incremento delle truppe americane in Iraq, come parte della strategia detta "surge", nel corso della quale si cerca anche di coinvolgere maggiormente anche i sunniti, sia nel nuovo regime politico, sia nella lotta contro gli estremisti (e in particolare i "qa'idisti" di al-Jamāʿat al-Tawḥīd wa al-Jihād, che nel frattempo, nel 2004, si erano alleati con bin Laden e avevano cambiato il nome della loro organizzazione, da considerarsi ormai come la diramazione irachena di al-Qāʿida, in al-Qāʿida in Iraq e successivamente, nel 2006, in Stato islamico dell'Iraq). Milizie prevalentemente sunnite, alcune delle quali in passato impegnate nella guerriglia contro le truppe straniere, cominciano così a cooperare con gli occupanti e a ricevere da loro finanziamenti. La strategia ha almeno in parte successo, ma nel momento in cui viene terminata alla fine del 2008, molti gruppi sunniti, delusi, si alleano con i ribelli. Nel frattempo alcuni Stati, fra cui il Regno Unito e l'Italia, cominciano il ritiro delle proprie truppe.
Nel 2008 Stati Uniti e Iraq firmano un accordo sullo status delle forze armate nel quale si fissa il ritiro di tutte le truppe americane entro la fine del 2011. Benché continuino i combattimenti sia contro il governo iracheno e le truppe straniere, sia fra le diverse comunità etnico-religiose, la scadenza viene rispettata e nel 2011 le truppe straniere terminano il ritiro dall'Iraq.

## Dopo il ritiro statunitense
A partire dal 2012 l'Iraq subisce le ripercussioni della guerra civile siriana, essendoci un intenso scambio di guerriglieri fra i gruppi islamisti che operano nella Siria orientale e quelli che operano nell'Iraq occidentale (a maggioranza sunnita, dove è forte il risentimento verso il governo di Baghdad, dominato dagli sciiti).
Nel 2013 Abu Bakr al-Baghdadi, leader dello Stato Islamico dell'Iraq, annuncia l'unione del suo gruppo con al-Nusra, il principale movimento islamista della guerriglia siriana. L'unione, respinta dalla maggior parte della dirigenza di al-Nusra e da al-Qaeda, provoca l'allontanamento dalla rete di al-Qaeda del nuovo gruppo, il quale prende il nome di Stato Islamico dell'Iraq e del Levante (ISIS o ISIL nella sigla inglese).
All'inizio del 2014 questo gruppo assume il controllo della città di Falluja e di buona parte della provincia irachena occidentale di al-Anbar, oltre che della Siria orientale, e si espande poi fra giugno e luglio a nord e a est, prendendo in particolare le città di Mosul e Tikrit e spingendosi fino al territorio del Kurdistan. In questo periodo, rotti definitivamente i legami con al-Qaeda, proclama la creazione di un califfato universale (o Stato Islamico, IS nella sigla inglese) con a capo il suo leader Abu Bakr al-Baghdadi, che prende il nome di califfo Ibrahim. L'avanzata dell'IS viene frenata dai raid degli Stati Uniti e dalle milizie curde e sciite. In seguito alle pressioni internazionali a favore di una politica più aperta nei confronti dei sunniti, il primo ministro ad interim Nuri al-Maliki viene sostituito ad agosto da Ḥaydar al-ʿAbādī.
A partire dal 2015, lo Stato Islamico comincia a perdere terreno, e le offensive dell'esercito regolare e delle milizie a esso legate, unitamente ai raid aerei americani e alla pressione sul fronte siriano, portano alla riconquista iraqena di diverse aree, incluse le città di Tikrit, Ramadi e Falluja. A luglio 2016 l'unica grande città di cui lo Stato Islamico mantiene il controllo è Mossul, considerata la "capitale" del Califfato in Iraq fin dalla sua presa nel 2014.
Il 9 dicembre 2017 Daesh perde l'ultima roccaforte sulla frontiera con la Siria e viene dichiarato ufficialmente sconfitto in Iraq anche se nel periodo successivo continuano gli scontri e gli attentati.

## Gli abusi e le torture
La guerra irachena viene combattuta con mezzi estremamente brutali. Una parte consistente della resistenza non esita a compiere atti terroristici che provocano un gran numero di vittime civili, a volte senza neppure il pretesto di attaccare le forze della coalizione o del nuovo governo iracheno. Nonostante abbiano provocato un numero relativamente piccolo di vittime, in Occidente hanno avuto grande risonanza i rapimenti di personale occidentale, terminati in più di un caso con l'assassinio degli ostaggi (p.es. gli italiani Fabrizio Quattrocchi ed Enzo Baldoni), a volte in circostanze particolarmente raccapriccianti come quelle del filmato della decapitazione del civile USA Nick Berg.

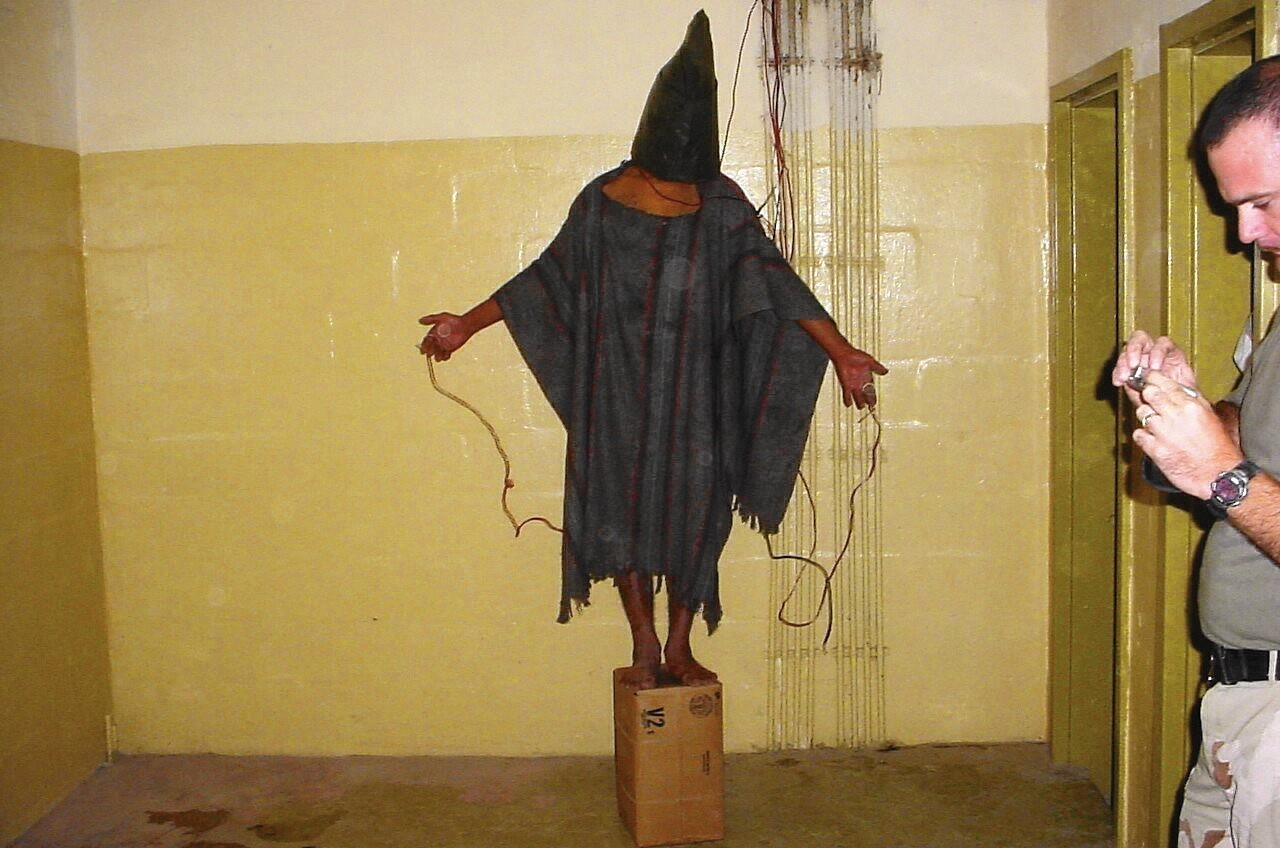
Un prigioniero nella prigione di Abu Ghraib

Le truppe della coalizione e degli alleati iracheni non sono certo immuni da colpe, come denunciato anche in un report della Croce Rossa. Il caso più noto in Occidente è quello emerso a seguito delle rivelazioni di un whistleblower che ha sollevato lo scandalo della prigione di Abu Ghraib, dove è risultato che numerosi prigionieri iracheni sono stati sottoposti a tortura da parte di soldati americani, ma vi sono state numerose denunce di abusi, legate sia a episodi "sul terreno" che al frequente uso dell'arma aerea da parte dei comandi americani; la campagna di Fallūja del novembre 2004, che ha distrutto 2/3 degli edifici della città senza tener conto dell'eventuale presenza di civili è uno degli esempi più citati.
Un caso più recente è il cosiddetto massacro di Haditha, in cui il 19 novembre 2005 una squadra di Marines avrebbe assassinato 24 civili iracheni disarmati in risposta ad un attacco contro truppe statunitensi. Se confermato, il fatto costituirebbe un crimine di guerra. Esso sarà oggetto di un processo in cui gli imputati rischiano la pena di morte.
Nell'aprile 2010 viene diffuso il video Collateral Murder, che mostra le varie sequenze di una serie di attacchi aerei compiuti da due elicotteri Apache statunitensi a Baghdad il 12 luglio 2007, in cui furono uccisi almeno 12 civili iracheni tra cui due giornalisti della Reuters. Il video di 17 minuti, a seguito della diffusione da parte di WikiLeaks, ha avuto una copertura mondiale.
Nel maggio dello stesso anno il soldato dell'esercito americano Chelsea Manning viene arrestato con l'accusa di aver divulgato il video e altri documenti riservati e, il 12 agosto 2013, condannato a 35 anni di carcere e congedato con disonore.
Infine, le varie milizie irachene (siano esse sciite, sunnite, curde o persino governative) sono ritenute responsabili di campagne di omicidi mirati o di vera e propria pulizia etnica (specialmente in città contese come Kirkūk; nel giugno 2006 il governo iracheno ha stimato che 180 000 persone siano state costrette a lasciare le proprie case in episodi del genere, ma l'ONU sostiene che oltre un milione di iracheni abbiano lasciato il Paese). Nel dicembre 2005 l'ex primo ministro Iyād ʿAllāwī descrisse gli abusi della polizia del nuovo governo iracheno come "peggiori di quelli di Saddam". Poche settimane dopo questo giudizio è stato almeno parzialmente confermato dalla scoperta da parte americana di una prigione dove i corpi speciali del governo iracheno (fortemente infiltrati dalle milizie sciite) sottoponevano sistematicamente a tortura dei prigionieri sunniti.
Durante la guerra gli squadroni della morte settari uccisero molti civili principalmente durante la prima guerra civile irachena. I dati del progetto Iraq Body Count mostrano che il 33% delle morti di civili durante la guerra in Iraq è dovuto a esecuzioni dopo il rapimento o la cattura. Questi sono stati eseguiti in modo schiacciante da attori sconosciuti, inclusi ribelli, milizie settarie e criminali.

## Il conflitto iracheno e la politica internazionale

### Politica interna statunitense
- Bush ottiene il benestare del Congresso

#### Elezioni presidenziali del 2004
- il piano di Bush: "irachizzazione"
- il piano di Kerry: "internazionalizzazione" e competenza
- vittoria di Bush e rimpasto nella sua Amministrazione
- Nigergate - incriminazione di Scooter Libby

#### Elezioni "di mezzo termine" del 2006
- crollo di popolarità della guerra
- i democratici riprendono il controllo del Congresso
- rapporto dell'Iraq Study Group
- dimissioni di Rumsfeld e nomina di Gates a Segretario della Difesa
- la "surge" e gli avvicendamenti al comando USA
- fallito tentativo democratico di legare il finanziamento della guerra a una scadenza per il ritiro

#### I costi economici della guerra
I quaranta miliardi di dollari inizialmente preventivati per il conflitto sono diventati duecento. Un editoriale del New York Times annuncia che si prevede di reperire i fondi da quanto destinato alla previdenza sociale.

### La regione vicino-orientale
- Turchia (conflitti con i curdi)
- Iran (minacce di attacco Stati Uniti e possibile programma nucleare)
- Arabia Saudita e monarchie del Golfo Persico (sponsor sunnita e infiltrazioni terroristiche)
- Giordania (problema dei profughi)
- Siria e Libano (minacce di attacco Stati Uniti, ritiro siriano dal Libano)
- disarmo libico
- Israele (conflitto con i palestinesi, Guerra del Libano (2006))
- altri Stati arabi (ad es. Egitto)

### Europa
- "vecchia" e "nuova" Europa: l'opposizione francese e le elezioni tedesche
- attentati del marzo 2004 a Madrid, vittoria di Zapatero, ritiro spagnolo
- attentati del luglio 2005 a Londra

### Il coinvolgimento italiano

#### La partecipazione italiana alle operazioni in Iraq
L'Italia non prese parte all'invasione dell'Iraq ma fornì appoggio politico e logistico all'operazione, tanto da essere inserita dalla Casa Bianca nella lista dei membri della Coalition of the willing. Un contingente italiano di circa 3 200 uomini venne inviato in Iraq poco tempo dopo la fine ufficiale delle operazioni militari su larga scala (annuncio di Bush del 1º maggio 2003); i suoi compiti primari erano il mantenimento della pace e la protezione delle operazioni umanitarie effettuate da organizzazioni come la Croce Rossa Italiana.
La Marina Militare ha fatto operare un piccolo contingente nel Golfo Persico da maggio a novembre 2003 costituito da un pattugliatore e due cacciamine cui si è aggiunta in un secondo momento la nave anfibia San Giusto. Le navi italiane avevano compiti di pattugliamento e di bonifica delle acque dalle mine navali.
Per quanto riguarda l'Esercito e i Carabinieri, i militari italiani furono schierati nel sud sciita, un'area relativamente tranquilla rispetto alle province sunnite e alla capitale Baghdad; la principale sede del contingente italiano era nella città di Nāṣiriyya: la base "Maestrale" della MSU e la base "Libeccio" dell'Esercito. Nella città l'italiana Barbara Contini fu posta dalla CPA a capo dell'amministrazione civile incaricata della ricostruzione.
Nonostante ciò, non si riuscì ad evitare che il 12 novembre 2003 i soldati italiani fossero oggetto di un attacco suicida a Nassiriya (o Nasiriya), nel quale 19 dei 23 morti furono italiani, militari e civili.
Successivamente, nel corso dei combattimenti fra i miliziani sciiti dell'Esercito del Mahdī e le truppe della coalizione (primavera-estate 2004) si registrarono scontri anche nel settore italiano. A Nāṣiriyya il 6 aprile 2004, i militari italiani furono impegnati nella città in uno scontro della durata di 5 ore nel quale furono feriti undici bersaglieri in modo lieve; le perdite irachene furono di una quindicina di morti, tra cui sembra una donna e due bambini, e oltre 35 feriti.
Gli italiani furono coinvolti in altri due scontri militari, a maggio e a settembre dello stesso anno. Nel primo di questi due scontri morì Matteo Vanzan, Primo Caporalmaggiore del corpo dei Lagunari, colpito da una scheggia di granata da mortaio.
Nel 2006 la missione italiana è stata oggetto di diversi attentati, durante i quali hanno perso la vita quattro soldati italiani: il 27 aprile morirono Franco Lattanzio, Carlo De Trizio e Nicola Ciardelli, mentre il 6 giugno fu ucciso Alessandro Pibiri.
Il 21 settembre 2006 si è svolta a Nassiriya una  cerimonia. in cui il Ministro della difesa Arturo Parisi ha ufficialmente passato le consegne per le operazioni di sicurezza nell'intera provincia di Dhi Qar dal contingente italiano alle truppe irachene. La cerimonia ha ufficializzato l'inizio del ritiro totale dei militari italiani (già ridotti a circa 1 600 uomini), completato i primi del dicembre 2006.

#### I rapimenti
Nella primavera del 2004 iniziò una lunga serie di rapimenti di stranieri, spesso allo scopo di fare pressione sui vari governi (p.es. per spingerli a ritirare le truppe presenti in Iraq). Gli italiani coinvolti furono otto, di cui due furono assassinati. Essi sono:
- Fabrizio Quattrocchi, Umberto Cupertino, Maurizio Agliana e Salvatore Stefio che vennero rapiti nell'aprile del 2004; Quattrocchi fu assassinato dopo pochi giorni, mentre gli altri furono liberati da un blitz delle forze della coalizione[94].
- Il giornalista free-lance Enzo Baldoni fu rapito e ucciso nell'agosto del 2004.
- Le due operatrici umanitarie Simona Pari e Simona Torretta dell'organizzazione Un ponte per.. furono rapite il 7 settembre 2004 e liberate il 29 settembre di quell'anno, forse dopo il pagamento di un riscatto.
- La giornalista de il manifesto Giuliana Sgrena fu rapita il 4 febbraio 2005 e rilasciata un mese dopo. Di nuovo, voci insistenti (smentite dal governo) parlarono del pagamento di un riscatto. Questo però passò in secondo piano poiché la liberazione della Sgrena fu funestata dalla morte dell'agente del SISMI Nicola Calipari, ucciso da soldati statunitensi mentre conduceva l'ex-ostaggio all'aeroporto in circostanze non chiarite.

#### Politica interna italiana
La partecipazione italiana alla coalizione fu piuttosto impopolare presso l'opinione pubblica italiana.
L'invio dei militari fu deciso dal voto unanime della maggioranza di governo di Silvio Berlusconi (il quale sostenne - durante la campagna elettorale del 2005 - di aver cercato senza successo di convincere alla rinuncia il presidente statunitense) cui si unirono i parlamentari dell'UDEUR, in contrasto col resto del centro-sinistra.
All'inizio del 2006 il governo Berlusconi aveva annunciato di essere intenzionato a ritirare dall'Iraq il contingente italiano entro il mese di novembre. Questo calendario è stato sostanzialmente rispettato dal governo di Romano Prodi, che gli è succeduto nel maggio 2006, terminando il ritiro il 2 dicembre 2006.

## Conseguenze

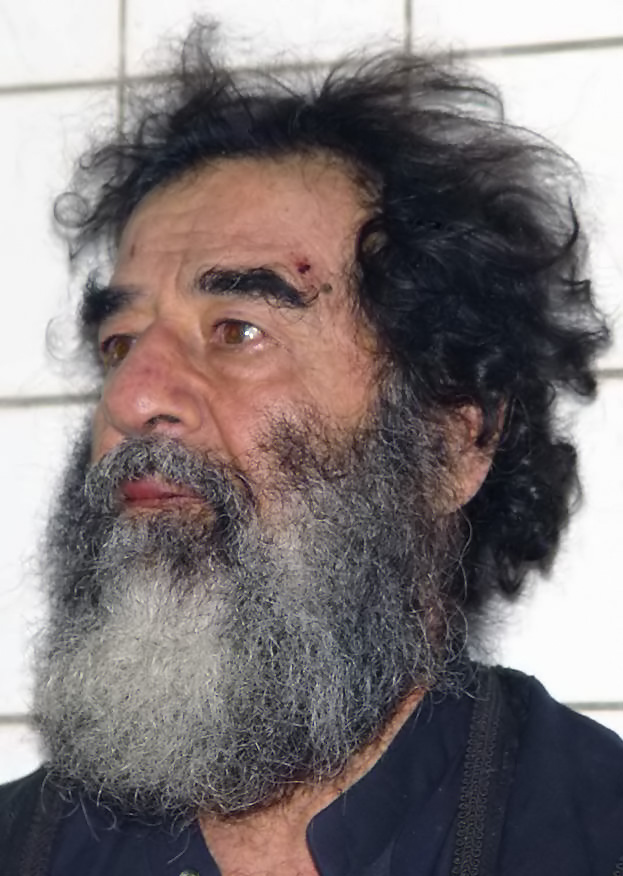
Saddam Hussein dopo la sua cattura

La prima conseguenza dell'invasione fu la demolizione dell'apparato statuale iracheno e lo scatenamento di una micidiale guerra civile in quasi tutto il territorio del paese.
Dopo la caduta del regime (9 aprile 2003), causata dall'ingresso delle truppe corazzate americane a Baghdad, iniziarono violenze dilaganti in tutto il paese, con numerose depredazioni nella zona della capitale, specie nei palazzi presidenziali di Saddam Hussein e anche nel museo archeologico della città (da cui sparirono svariate migliaia di pezzi).
A partire dal 1º maggio 2003, giorno in cui il presidente degli Stati Uniti ha proclamato la fine della guerra, le forze militari d'occupazione sono state fatte oggetto di un continuo stillicidio di attentati suicidi dinamitardi da parte di una guerriglia organizzata da radicali islamici e ex sostenitori del regime di Hussein.
Nel solo mese di maggio 2003 i soldati americani uccisi furono 24.
Da allora le vittime hanno continuato a salire, fino a raggiungere le attuali 3728 vittime tra soldati americani e alleati (marzo 2003-25 maggio 2007).
Subito dopo l'occupazione del paese George Bush ha dato il potere a un provvisorio militare capeggiato dal generale statunitense Paul Bremer.
Durante il 2003 sono stati uccisi in un bombardamento missilistico i due figli di Saddam Hussein, Uday e Qusay, e nel dicembre del medesimo anno egli stesso è stato catturato da truppe speciali americane con un blitz a Tikrit all'interno di un suo rifugio sotterraneo.
Preso in custodia dalle forze delle coalizione, dopo una breve detenzione, è stato consegnato insieme ad altri 7 imputati al giudizio di un Tribunale speciale iracheno formato da suoi connazionali per l'eccidio di 148 sciiti a Dujayl nel 1982. Verrà condannato a morte per impiccagione il 5 novembre del 2006, la sentenza verrà eseguita il 30 dicembre dello stesso anno.
Secondo un rapporto del Pentagono pubblicato il 13 ottobre 2005 e citato da Le Monde il 10 novembre, gli Iracheni uccisi o feriti dopo il 1º gennaio 2004 sono stati 26 000.
Nel settembre 2005 negli Stati Uniti è stato pubblicato il dossier The Iraq quagmire riguardante i costi economici e sociali della guerra in Iraq.

## I costi umani della guerra

### Le perdite della coalizione

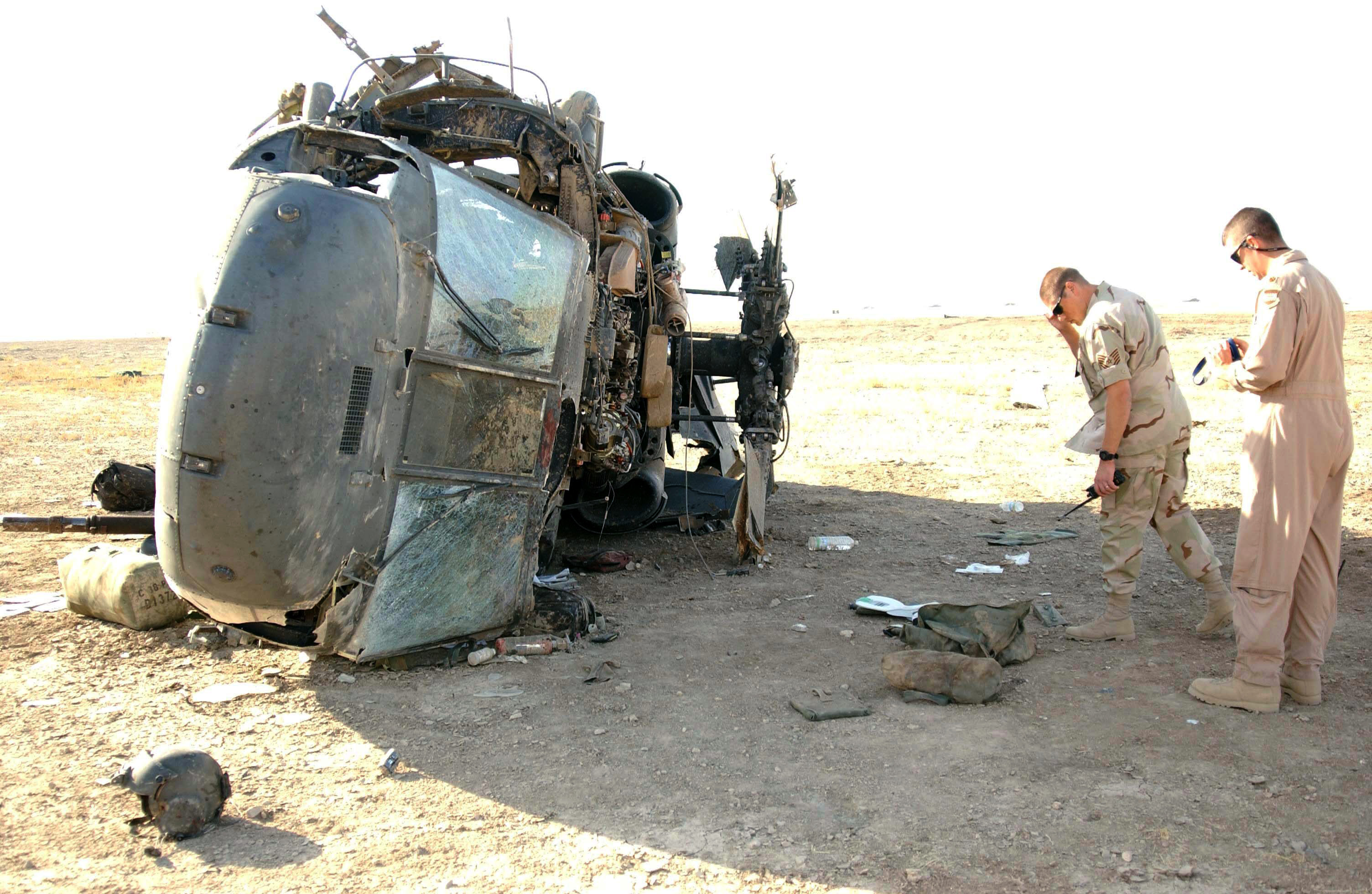
Un elicottero americano UH-60 abbattuto in Iraq

I costi umani della guerra irachena sono estremamente incerti. Parziale eccezione è costituita dalle perdite delle truppe della coalizione, generalmente riportate in dettaglio dalla stampa. Il sito  icasualties.org. URL consultato il 30 novembre 2015 (archiviato dall'url originale il 2 dicembre 2015). riporta i caduti totali tra le forze della coalizione aggiornati a luglio 2017:
- Stati Uniti: 4 520
- Regno Unito: 180
- Italia: 33
- Polonia: 23
- Ucraina: 18
- Bulgaria: 13
- Spagna: 11
- altri: 41

Il totale è di 4 839 caduti, a cui vanno aggiunti oltre 10 000 caduti tra le file dell'Iraqi security forces, 468 contractor statunitensi morti tra il 2003 e il 2010, circa 160 000 civili morti dall'inizio delle operazioni di guerra.
L'elenco delle perdite statunitensi non comprende le perdite dovute a fattori collaterali, come suicidi provocati da disagi psicologici come il disturbo post traumatico da stress e il disturbo depressivo, che secondo alcune stime hanno coinvolto circa 1/3 dei 103 788 rimpatriati tra il 2001 e il 2005, e che hanno provocato il suicidio di 1 898 veterani statunitensi tra il 2001 e il 2009 dopo il loro ritorno dall'Iraq e dall'Afghanistan.

### Le perdite irachene
L'incertezza diventa molto più grande quando si passa a esaminare le perdite irachene e le cose peggiorano ulteriormente quando si cerchi di separare le vittime civili da quelle dei combattenti (militari, poliziotti, miliziani, guerriglieri, terroristi), tanto più che le truppe degli USA hanno deciso di non fornire cifre sistematiche sulle vittime delle operazioni.
Una prima stima è stata fornita dal presidente statunitense Bush nella conferenza stampa dopo un  discorso. del dicembre 2005: "Direi che più o meno 30 000 iracheni sono morti come risultato dell'incursione iniziale e della [successiva] continua violenza contro gli iracheni."
Probabilmente questa stima ha valore solo come limite inferiore al numero di morti, anche perché non può tener conto degli avvenimenti successivi al dicembre 2005.

#### Perdite dell'esercito di Saddām
La prima incertezza riguarda il numero di truppe irachene uccise dagli americani durante l'invasione della primavera 2003; stime molto diverse sono state fornite da molteplici fonti; fra le più citate vi sono
- il giornalista Jonathan Steele del Guardian che poco dopo l'invasione fece una stima statistica[102] che poneva i morti dell'esercito iracheno fra 13 000 e 45 000
- Uno studio[103] dei rapporti militari che fornisce cifre significativamente più basse, fra 4 895 e 6 370 morti (ma include nella sua metodologia una riduzione di almeno il 20% delle cifre fornite nei rapporti consultati).

I morti dell'esercito di Saddam sono stimati fra 7 600 e 10 800

#### Perdite delle forze di sicurezza del nuovo governo iracheno
Per quel che riguarda le truppe (esercito, polizia ecc.) irachene uccise in scontri durante i 49 mesi di presenza americana, il sito Icasualties.org riporta un totale di 6 786 soldati o poliziotti uccisi fino alla meta di maggio 2007. Questo numero è teoricamente solido in quanto generalmente queste morti sono annunciate dal ministero dell'interno iracheno; tuttavia esistono sospetti che il ministero stesso cerchi di minimizzare le proprie perdite per ragioni politiche.
Si stima che le perdite subite dalle forze del nuovo governo iracheno (polizia ed esercito) ammontino ad almeno 7 479 morti.

#### Perdite fra i civili iracheni
Il numero più alto di vittime della guerra si trova però fra i civili iracheni; anche qui vi è tuttavia una significativa incertezza. Una delle fonti più citate al riguardo è il sito Iraq Body Count, che (il 15 maggio 2007) forniva una cifra minima di oltre 63 000 civili uccisi (10 volte tanto le perdite militari), ricavando questo numero dai soli rapporti della stampa in lingua inglese che siano confermati da almeno due diverse fonti. Questo numero è chiaramente un limite inferiore; tuttavia esso non comprende esclusivamente dei civili.

#### Perdite della guerriglia e delle milizie irachene
Non vi sono praticamente stime dei morti causati dalla guerra fra le file della resistenza e delle varie milizie legate ai gruppi etnico-religiosi iracheni (peshmerga curdi, milizia Badr, Esercito del Mahdī ecc.).

#### Il totale dei morti e gli studi diThe Lancet
Il numero minimo cui si giunge sommando le perdite dell'esercito di Saddām e quelle registrate dall'Iraq Body Count è di circa 68 000 morti fra gli iracheni; questa è certamente una sottostima, sia perché la stampa occidentale non è in grado di documentare tutte le uccisioni, sia perché, se è vero che questi numeri includono anche perdite non civili, è molto improbabile che tengano conto di "tutte" queste perdite.
Questa ipotesi è rafforzata da due studi apparsi nell'ottobre 2004 e nell'ottobre 2006 sulla rivista medica The Lancet. Entrambi analizzano il tasso di mortalità in Iraq, misurandone l'aumento rispetto al periodo precedente alla guerra. Il primo trova che nei 18 mesi fra l'invasione e la sua effettuazione (agosto-settembre 2004) vi sarebbero state circa 100 000 morti "in eccesso" rispetto a quanto sarebbe avvenuto in assenza dell'invasione. Il secondo stima che nei 40 mesi fra l'invasione ed i rilevamenti (maggio-luglio 2006) vi siano state circa 650 000 morti "in eccesso", in gran parte (600 000) dovute ad atti violenti.
La metodologia utilizzata è imprecisa e vi è una rilevante incertezza statistica (per il secondo studio l'intervallo di confidenza al 95% va da 420 000 a 790 000 morti); tuttavia essa è ritenuta fra le migliori possibili in situazioni di conflitto (Iraq, Bosnia, Ruanda, Darfur ecc.) e dal punto di vista metodologico le critiche rivolte a questo studio sono infondate. D'altra parte, l'enorme differenza con le stime fornite dall'Iraq Body Count (che nel periodo corrispondente stimava meno di 50 000 morti) è molto difficile da spiegare.
L'ONU sostiene che nel corso del 2006 vi siano state almeno 34 452 morti violente. Una semplice estrapolazione porterebbe ad un totale di circa 130 000 morti violente dall'inizio dell'invasione, un numero che si colloca a mezza strada fra le stime dell'Iraq Body Count e quelle dello studio di The Lancet. Il governo iracheno ha contestato queste cifre sostenendo che sono esagerate, per quanto il 9 novembre lo stesso ministro della Sanità iracheno ʿAlī al-Shemārī avesse dichiarato di ritenere che il totale delle vittime irachene ammonti a circa 150 000 (non è chiaro se questa dichiarazione sia basata su dati raccolti dal ministero o sia solo una valutazione personale).
I morti statunitensi hanno superato il 24 marzo 2008 la cifra totale di 4 000.

## Costo della guerra in Iraq
A fine marzo 2008 il costo complessivo dei 5 anni di guerra in Iraq, per il contribuente statunitense, supera i 500 miliardi di dollari, con un incremento mensile di oltre 340 milioni di dollari.
Nel maggio 2008, Linda Bilmes e Joseph Stiglitz (Premio Nobel per l'Economia 2001), hanno calcolato, e pubblicato in un libro, che la guerra in Iraq costerà al popolo americano tremila miliardi di dollari.

## Cultura
- Vice - L'uomo nell'ombra, film di Adam McKay
- American Sniper, film di Clint Eastwood
- Fine missione, libro di Phil Klay
- Billy Lynn - Un giorno da eroe, film di Ang Lee
- Il destino di un soldato (The Yellow Birds), film di Alexandre Moors
- Imperial Life in the Emerald City. Inside Iraq's Green Zone, libro del 2006 di Rajiv Chandrasekaran, pubblicato in Italia nel 2010 col titolo Green Zone, in occasione dell'uscita dell'omonimo film
- Green Zone, film del 2010 di Paul Greengrass, tratto dal libro omonimo
- American Sniper, libro di Chris Kyle
- Yellow Birds, libro di Kevin Powers
- È il tuo giorno, Billy Lynn!, libro di Ben Fountain
- Frankenstein a Baghdad, libro di Ahmed Saadawi
- Generation Kill, miniserie televisiva che racconta le prime fasi della guerra, e in particolare le vicende della compagnia Bravo del primo battaglione da ricognizione dei marines statunitensi.
- Voices of Iraq, documentario innovativo girato durante la guerra, in cui telecamere sono state distribuite a cittadini iracheni affinché raccontassero in prima persona la loro vita quotidiana e il conflitto.